# 宋顺帝
宋順帝劉準（467年8月8日—479年6月23日），字仲谋，小字智觀，為劉宋的末代皇帝，宋文帝孙，宋明帝劉彧的第三子。但《宋書》卻說宋明帝晚年陽痿，無法生育，所以劉準其實是刘彧之弟桂陽王劉休範与姬妾的儿子，由陈法容所抚养。不過這項記載被史家呂思勉駁斥，認為是《宋書》的作者沈約（南齊的史官）為了討好南齊皇帝，故意編造這樣的史料，好掩飾蕭道成篡位、弒君的罪惡。

## 生平
泰始五年七月癸丑生，泰始七年封為安成王，食邑三千戶，仍拜撫軍將軍，置佐史。姿貌端華，眉目如畫，見者以為神人。
後廢帝劉昱登基后，劉準為揚州刺史。元徽二年，進號車騎將軍、都督揚南豫二州諸軍事，給鼓吹一部，刺史如故。四年，又進號驃騎大將軍、開府儀同三司，班劍三十人，都督、刺史如故。
477年，後廢帝劉昱被弒之後，劉準在蕭道成的擁立下，于元徽五年七月壬辰即位，是為宋順帝，並封蕭道成為相國、齊王；雖然劉準名義上是皇帝，但是權力都被蕭道成掌握。此后，忠于刘宋的大臣袁粲、割据荆州的沈攸之及刘宋诸侯王都先后被萧道成镇压或铲除。
昇明三年（479年），蕭道成要求劉準禪讓，並且派部將王敬則率兵解送出宮。王敬则率兵在殿庭列阵，劉準闻讯逃到佛盖下。皇太后王贞风害怕，亲率宦官寻找劉準。有宦官催促，劉準怒而抽刀投之，击中其脖子将其杀死。四月，劉準被迫禅位與蕭道成，至此，劉宋滅亡。劉準出宫，宫人哭着一起迁出，备羽仪，乘画轮车，出东掖门。
蕭道成即位之後，封劉準為汝陰王，遷居丹陽並派兵監管。建元元年五月己未（479年6月23日），監視劉準的兵士聽得門外馬蹄聲雜亂，以為發生了變亂，便殺害劉準，得年12歲（虛龄13歲）。他们自称劉準是病死，萧道成感激，赏赐他们封邑。六月，葬于遂宁陵，谥顺帝。

## 言論
「唯願後身生生世世不复天王作因缘。」
被清初三大學者之一黃宗羲的政治思想著作《明夷待訪錄》首篇《原君》中引用：「昔人（指劉宋順帝）願世世無生帝王家，……」便是表明若將國家當做產業看待，則全天下眾多覬覦這份產業的人是擋不住的，頂多傳個幾代，殺身之禍報應在他（國君）的子孫上。
之前和之后说过类似言论的还有南朝宋的刘子鸾、北魏孝庄帝元子攸、隋朝皇帝杨侗等。崇祯帝自殺前也對長平公主所說「妳為何要出生在我們帝王之家？」

## 妃
1. 謝梵境

## 延伸阅读
[在维基数据编辑]
 《宋書/卷10》，出自沈约《宋书》
 《南史·卷03》，出自李延壽《南史》